# 機場南駅 (広州市)
機場南駅（きじょうみなみえき、中文表記: 机场南站、英文表記: Airport S. Station、日本語で空港南駅の意味）は、中華人民共和国広東省広州市花都区に位置する広州地下鉄3号線の駅。副駅名は第1ターミナル（中文表記: 1号航站楼）。

## 歴史
- 2010年10月30日：開業。開業時は空港建設費用を賄うため、当駅を利用する乗客は加算運賃として5元が加算されていた。2011年に廃止[2]。

## 駅構造
相対式ホーム2面2線を有する地下駅。コンコースは地下1階、ホームは地下2階。機場北寄りには両渡り線が設置。
コンコースが空港ターミナルビル内に直接設置されているため、独立した出入口が設けられていません。

### のりば
| 番線 | 路線    | 行先               |
| ---- | ------- | ------------------ |
| 1    | ■ 3号線 | 体育西路・海傍方面 |
| 2    | ■ 3号線 | 機場北方面         |

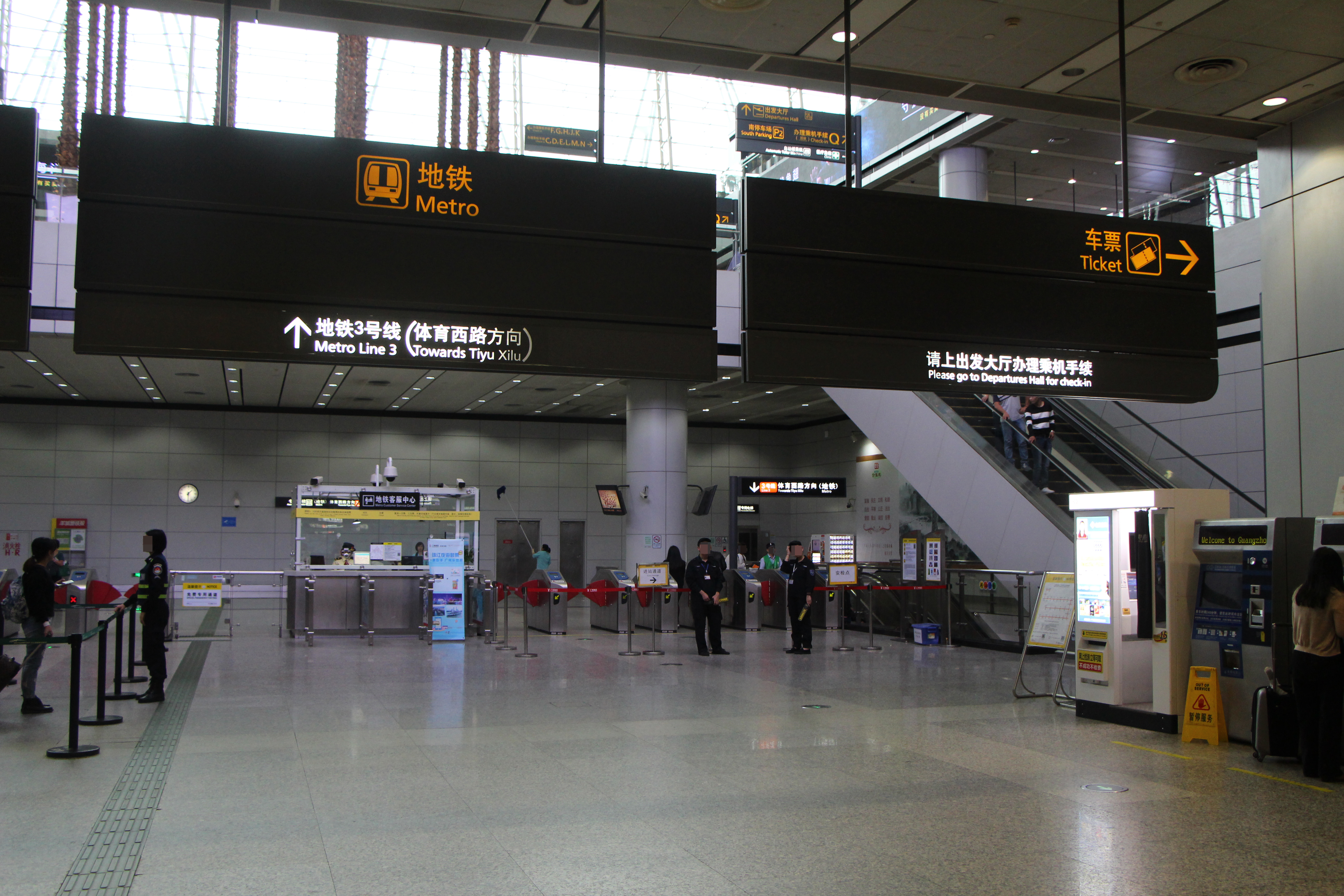
コンコース
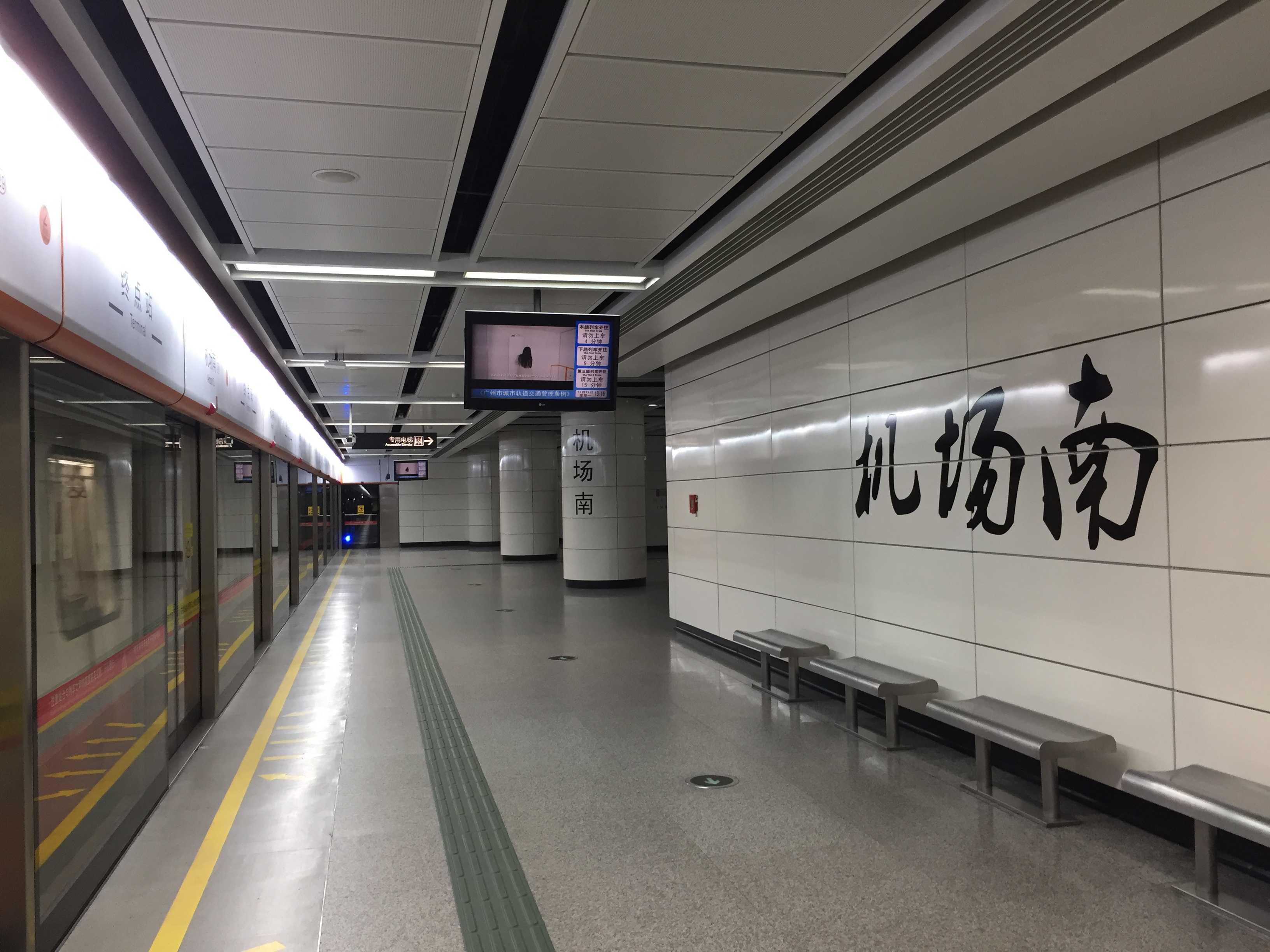
2番線ホーム

### 無料シャトルサービス
白雲空港第2ターミナルの運用開始後、広州地下鉄は機場南駅と機場北駅に専用通路を設置し、乗客が改札入場後30分間無料で3号線を利用して空港の両ターミナル間を移動できるようにしました。当駅の専用通路入口は2番線ホームに、出口は1番線ホームに接続されています。

## 駅周辺
- 広州白雲国際空港第1ターミナル

## 隣の駅
広州地下鉄
■ 3号線
高増駅 328 - 機場南駅 329 - 機場北駅 330